# هاراید (روستا)
هاراید (به لاتین: Hareid) یک منطقهٔ مسکونی در نروژ است که در هاراید واقع شده‌است. هاراید ۲٫۵۳ کیلومتر مربع مساحت و ۳٬۲۴۵ نفر جمعیت دارد و ۳ متر بالاتر از سطح دریا واقع شده‌است.